# DSA-260
La DSA-260 es una carretera perteneciente a la Red Primaria de la Diputación Provincial de Salamanca que une la localidad de La Alberca con la carretera  SA-225 .
Además de esta localidad, también pasa por Mogarraz.

## Origen y destino
La carretera  DSA-260  tiene su origen en La Alberca en la intersección con la carretera  SA-201  y termina en la intersección con la carretera  SA-225  en Miranda del Castañar formando parte de la Red de carreteras de Salamanca.